# Stor Grabb
Stor Grabb (deutsch: Großer Junge) ist eine schwedische Auszeichnung im Sport.
Mit der sogenannten Stora Grabbars Märke werden Sportler ausgezeichnet, die in ihrer Sportart eine bestimmte Punktzahl erreicht haben. Diese Punktzahl wird sportartabhängig bestimmt. In der Regel werden für Länderspiele oder Einsätze in der nationalen Liga Punkte vergeben und die Teilnahme an internationalen Turnieren wie Olympische Spiele, Weltmeisterschaften oder Europameisterschaften bringt Zusatzpunkte.
Bekannt sind in Schweden vor allem die Auszeichnungen in von weiten Teilen der Bevölkerung betriebenen oder mit Interesse verfolgten Sportarten Bandy, Eishockey, Leichtathletik und Fußball, aber auch andere Sportarten wie Tauchen oder Minigolf vergeben den Titel.
Die Einführung der Ehrung geht auf eine Initiative des schwedischen Leichtathleten Bo Ekelund zurück. Seit 1928 werden schwedische Männer geehrt, seit 1989 gibt es unter dem Titel Stor Tjej die entsprechende Auszeichnung auch für Frauen, die dementsprechend die Stora Tjejers Märke erhalten.

## Bemerkenswertes
Manche Sportler schaffen es in mehreren Sportarten ausgezeichnet zu werden. Sven Bergqvist und Hans Mild wurden beispielsweise sowohl in Eishockey als auch Fußball geehrt.